# Bastogne
Bastogne (tysk: Bastnach eller Bastenach, nederlandsk: Bastenaken, letzeburgsk: Baaschtnech eller Baastnech) er en by i Vallonien i Belgien, nær grænsen til Luxembourg. Byen har ca. 15.000 indbyggere.
Byen blev kendt under 2. verdenskrig. Den havde en vigtig betydning i Ardenneroffensiven, da tyskerne i december 1944 startede en sidste storoffensiv i det nordlige Luxembourg og det østlige Belgien. Byen har et krigsmuseum samt det stjerneformede mindesmærke Mardasson Memorial.
Bastogne er endvidere kendt for det legendariske cykelløb, endagsklassikeren Liège-Bastogne-Liège.